# Richwood (West Virginia)
Richwood is een plaats (city) in de Amerikaanse staat West Virginia, en valt bestuurlijk gezien onder Nicholas County.

## Demografie
Bij de volkstelling in 2000 werd het aantal inwoners vastgesteld op 2477.
In 2006 is het aantal inwoners door het United States Census Bureau geschat op 2356, een daling van 121 (-4,9%).

## Geografie
Volgens het United States Census Bureau beslaat de plaats een oppervlakte van
4,4 km², geheel bestaande uit land. Richwood ligt op ongeveer 765 m boven zeeniveau.

## Plaatsen in de nabije omgeving
De onderstaande figuur toont nabijgelegen plaatsen in een straal van 28 km rond Richwood.